# Alex Bezinge
Alex Bezinge est un escrimeur suisse né à Sion le 15 mars 1957 et mort le 26 juillet 2013 dans un accident d'avion en Italie[réf. nécessaire].

## Biographie
Il est cinq fois champion suisse par équipes à l'épée et une fois au fleuret.

## Palmarès
- Universiades
  -  Médaille d'argent par équipes (épée) à l'Universiade d'été de 1983 à Bucarest[2]

- Championnats de Suisse
  -  Médaille d'or par équipes (épée) aux championnats de Suisse 1978
  -  Médaille d'or par équipes (fleuret) aux championnats de Suisse 1978
  -  Médaille d'or par équipes (épée) aux championnats de Suisse 1979
  -  Médaille d'or par équipes (épée) aux championnats de Suisse 1980
  -  Médaille d'or par équipes (épée) aux championnats de Suisse 1982
  -  Médaille d'or par équipes (épée) aux championnats de Suisse 1983